# Intellipublia
Intellipublia es un proyecto piloto para implementar la reforma en el proceso de producción de inteligencia de Estados Unidos. Basado en el motor MediaWiki, Intellipublia introduce una capacidad de opinión sobre el entorno de colaboración existente, similar a la de Intellipedia.
Un sub-sistema de Intellipublia es el conjunto línea de productos.
Línea de productos Conjunto de Intellipublia (JPL) combina opinión oficial de la agencia con el contenido emergente de las articulaciones o de salida "púrpura". Los usuarios pueden consumir y comparar versiones "autorizados" a la versión emergente "viviente". Logos Agencia denotan rápidamente que Vetters oficiales han revisado el contenido. Además de los logotipos de agencias, la "autoridad" y el papel de Vetters se indican con sellos con código de color, como "jefe de equipo" y "autoridad final". Una vez que los oficiales Vetters firmar el contenido, su logotipo de la agencia se convertirá en un-fantasma en la parte superior. Ghosted logos muestran que una persona de esa agencia ha hecho modificaciones, pero no tiene una función de investigación de antecedentes superior. Esto se modificó el software MediaWiki y se muestra en el modo de historial de edición.